# Кленовый лист

Кленовый лист

Клено́вый лист (англ. Maple Leaf, фр. Feuille d'érable) — одна из официальных эмблем Канады наравне с канадским бобром. Форма листа коронообразная.

## Символ Канады
Кленовый лист, в частности, можно увидеть на флаге Канады (в центре флага он стал располагаться лишь с 1965), на некоторых знаках военных званий канадских вооружённых сил. На флаге красный кленовый лист, как и на стилизованном рисунке, имеет 11 кончиков.
Его использование обязано наличию значительного числа клёнов в Канаде. Клён искони представляет собой значительный экономический ресурс. Кроме поставок большого количества леса, в экспорте ресурсов страны участвует собираемый каждый год кленовый сахар.
Фольклорная песня «La feuille d'érable» студии La Bonne Chanson рассказывает историю появления цветочных эмблем многих стран, в том числе канадского кленового листа. Эта песня является официальным маршем Командного состава инструкторов военных училищ.
Также используется обычно английское выражение Maple Leaf: например, в названии хоккейной команды Торонто Мейпл Лифс.

## Канадская монета
Сегодня этот международно-признанный символ сохранился лишь на монетах в 1 и 5 центов. К тому же, с 1937 обратная сторона канадского пенни и его семьи, нарисованная Д. Э. Крюгер-Греем (K. G.), почти не изменилась.

## Другие появления кленового листа в истории
- Первая в Северной Америке Компания Сен-Жан-Батист приняла кленовый лист как свою эмблему в 1834 году[2].
- В 1848 торонтское ежегодное литературное издание Мейпл Лиф представило кленовый лист как эмблему, выбранную для Канады.
- В 1860, во время визита Принца Уэльского в Канаду кленовый лист был включён в знак отличия военнослужащих 100-го полка (Royal Canadians) и широко использовался в украшениях.
- В 1868 гербы провинций Онтарио и Квебек стали содержать кленовые листья[3].
- Древесная эмблема Канады с 25 февраля 1996 года.
- Государственная эмблема Канады при продвижении канадского лидерства в долговременном управлении лесами.

## Изображения

Канадский флаг
Кокарда военно-воздушных сил